# Где Фред?
«Где Фред?» (нем. Wo ist Fred?; в российском прокате: «На колёсах») — немецкий фильм режиссёра Анно Зауля, премьера которого состоялась 16 ноября 2006 года (мировая). Сценарий написали: Кен Даурио, Синко Пауль, Бора Дагтекин.

## Сюжет
Спортивная комедия с элементами мелодрамы.
У Фреда проблема: он хочет угодить избалованному сынку своей возлюбленной, а для этого ему нужно достать баскетбольный мяч с автографами игроков любимой команды мальчишки. Однако, такой мяч может быть вручён только инвалиду. Фред решает на время сесть в инвалидную коляску и обманом завладеть драгоценным трофеем. Но в процессе получения желаемого Фред привлёк внимание кинорежиссёра по имени Дениз, которая занимается съёмками фильма об инвалидах-фанатах.

## В ролях
| Актёр                 | Роль                            |
| --------------------- | ------------------------------- |
| Тиль Швайгер          | Фред Крюпперс (Fred Krüppers)   |
| Юрген Фогель          | Алекс Нордберг (Alex Nordberg)  |
| Александра Мария Лара | Дениз Попник (Denise Poppnick)  |
| Аня Клинг             | Мара Грундманн (Mara Grundmann) |
| Кристоф Мариа Хербст  | Ронни Киммель (Ronnie Kimmel)   |
| Паскуале Алеарди      | Бенно Хелд (Benno Held)         |
| Таня Венцель          | Вики (Vicky)                    |
| Ванесса Петруо        | Юлия (Julia)                    |
| Мартин Брамбах        | Йохансен (Johansen)             |

### Критика
«Где Фред?» получил смешанные и отрицательные отзывы.
- «Prisma-Online.de» описал фильм как «плоский, детский, раздражающий и глупый»[4].
- «Lexicon of International Films[нем.]» охарактеризовал его как «смесь чистой путаницы, возмутительного сценария и раздражающих стереотипов»[5].
- Тем не менее, Ф. М. Хемке (F. M. Hemke) из «Filmszene.de» написал, что «Где Фред?» — это «по-настоящему веселый и зрелищный фильм, удачный фейерверк ситуационной комедии, несмотря на хромой старт», и дал фильму семь из десяти очков[6].
- Клаудия Венте (Claudia Wente) также высоко оценила выступление Юргена Фогеля и написала, что он «играл с убедительной лёгкостью»[7].

## Награды и номинации[8]
- 2008 — Победитель премии Юпитер (Jupiter Award) в категории «лучший немецкий актёр» — Тиль Швайгер
- 2007 — Undine Awards (Австрия) в категории Best Young Comedian — Таня Венцель[9].